# مايك فلين
مايك فلين (بالإنجليزية: Mike Flynn)‏ (23 فبراير 1969 بأولدهام في المملكة المتحدة - ) هو لاعب كرة قدم بريطاني في مركز الدفاع. لعب مع أولدهام أثلتيك وبريستون نورث إيند وستوك سيتي وستوكبورت كونتي ونادي أكرينغتون ستانلي ونادي بارنسلي ونادي بلاكبول ونادي هايد إف سي ونورويتش سيتي وMossley A.F.C. ‏ ونادي رادكليف ‏ وسالفورد سيتي ونادي ستاليبريدج سيلتيك.

## وصلات خارجية
- مايك فلين على موقع قاعدة بيانات كرة القدم.إي يو (الإنجليزية)
- مايك فلين على موقع عالم كرة القدم.نت (الإنجليزية)